# Гаплогруппа R (Y-ДНК)

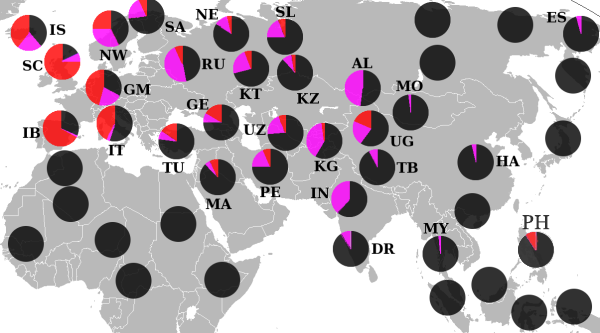
Распространение R1a (сиреневый) и R1b (красный)

Гаплогруппа R — Y-хромосомы человека отмечена мутацией в SNP маркере M207 и является потомком гаплогруппы P (Y-ДНК).
Наиболее распространена подгруппа R1, отмеченная мутацией M173. Её два основных субклада R1a (M17) и R1b (M343) (прочие варианты встречаются исключительно редко) являются наиболее распространёнными во всей Европе и западной Евразии. Это связано с переселениями после последнего ледникового максимума.

## Происхождение
Предполагается, что гаплогруппа R могла зародиться где-нибудь в Южной Сибири (между Алтаем и Байкалом) или Центральной Азии 31,9 тыс. лет назад (между 24 000 и 34 300 лет назад по Karafet 2008) от субклады P1 (M45), известной как K2b2a, гаплогруппы P (K2b2) (Wells 2001). Последний общий предок современных носителей гаплогруппы R жил 28 200 лет назад (даты определены по снипам компанией YFull). 
В пользу южносибирского происхождения R говорит то, что древнейшая известная гаплогруппа R была обнаружена в останках мальчика MA-1 с южносибирской стоянки Мальта́, жившего около 24 тыс. лет назад. В свой черед, древнейшая известная гаплогруппа P1, являющаяся предковой для R, также была обнаружена в Сибири, но уже значительно северней — в северной части Якутии с датировкой 32,5 тыс. лет назад.
В настоящее время большинство разновидностей гаплогруппы R найдено среди населения Средней Азии, Сибири и Индийского субконтинента. Одна изолированная подгруппа, принадлежащая к гаплогруппе R (R1b), была найдена среди коренного населения северного Камеруна на западе Центральной Африки. Как полагают, эта подгруппа возникла в результате доисторического перемещения древнего евразийского населения обратно в Африку.
Гаплогруппа R (также как и N, Q, M, S) имеет свои «корни» на уровне гаплогруппы K(xLT) (субклада K2b2a) которая по реконструкции наибольшего разнообразия смежных линий указывает на Центральную Азию.
Скорее всего гаплогруппа R очень рано оказалась на Ближнем Востоке и европейском Севере. Все ранние ветви гаплогрупп R1a, R1b, R2 локализуются именно там, а ветвь R2 FGC50368  довольно таки поздно, 5000 лет назад, проникла в Южную Азию.

## Субклады

### R1a
Гаплогруппа R1a (M17), предположительно, зародилась в Центральной Азии или на юге Русской равнины примерно 10—15 тыс. лет назад.

### R1b
Гаплогруппа R1b распространена в наибольшей степени на западе Европейского континента и в Центральной Азии. Особенно высок процент её носителей среди народов Британского архипелага, испанцев, басков.

### R2
Встречается крайне редко, в основном на территории Ирана, Индии, Пакистана, России (в Бурятии и Северном Кавказе).